# Jinx (jeu vidéo)
Pour les articles homonymes, voir Jinx.
Jinx est un jeu vidéo de plates-formes développé par HammerHead et publié en 2003 par Sony Computer Entertainment sur PlayStation. Il s'agit du dernier jeu vidéo publié par Sony pour la PlayStation qui ne soit pas un jeu vidéo de sport, trois ans après le lancement de la PlayStation 2.

## Système de jeu
Le jeu se compose de six mondes thématiques différents, chacun comportant trois niveaux. Avant d'atteindre le niveau final du jeu, les joueurs voyageront à travers le château aux couleurs acidulées de Mamoo City, les forêts tropicales inondées de Zonimama, les dunes de sable et l'architecture pseudo-égyptienne de Pyramidicia, le royaume sous-marin d'Aquaquatica, le criard Spookyland et la ville natale des pirates, Buccaneria, tous habités par différents ennemis.
Le personnage principal du jeu est un bouffon (mais également magicien raté) qui, en tant que fils d'un sorcier incroyablement puissant, a fini par travailler comme bouffon à la cour du roi Mamooset XIV. L'intrigue du jeu voit Jinx se réveiller un matin et découvrir que son monde est littéralement devenu fou. Un groupe de pirates mené par le maléfique capitaine Gripply a attaqué le monde de Ploog à l'aide d'un sortilège qui a monté les habitants du monde de Jinx les uns contre les autres.

## Développement
Le jeu est annoncé le 10 octobre 2002 par Sony Computer Entertainment sans aucune date de sortie officielle.

## Accueil
Le jeu est généralement bien accueilli par la presse spécialisée, l'agrégateur MobyGames lui attribuant une note générale de 61 % basée sur 7 critiques. Eurogamer attribue au jeu une note de 4 sur 10, déclarant : « Dans l'ensemble, vous trouverez des jeux moins bons que Jinx. Il remplit sa mission, c'est-à-dire être un jeu de plateforme sûr, soigné et sans fioritures, adapté aux enfants. Mais il existe des dizaines de jeux meilleurs dans ce genre sur PSone, et la plupart d'entre eux sont disponibles à un prix bien inférieur. À éviter. »
Bien que le gameplay soit adapté à un jeu public, « le plus gros problème provient de la maniabilité flottante et agaçante, ainsi que d'une focale qui fait un peu n'importe quoi. »